# Cymer and Glyncorrwg

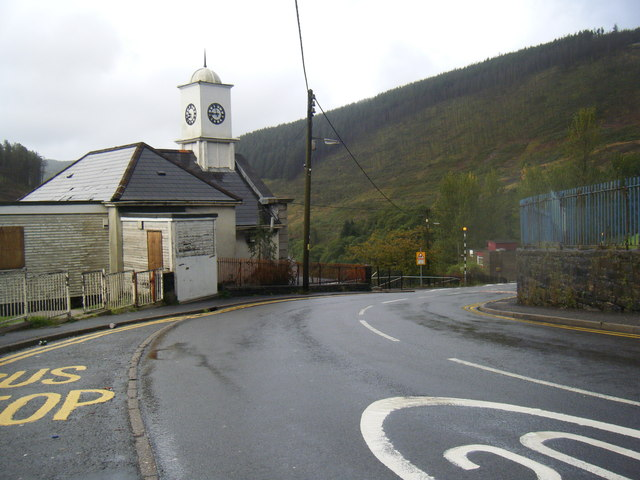
Cymmer

Cymer and Glyncorrwg är en community i Neath Port Talbot i Wales. Community är belägen 11 km från Neath. Det inkluderar Abercregan, Cymmer och Glyncorrwg. Den bildades den 5 maj 2022 genom en delning av Glyncorrwg community.